# Oratorio della Santissima Annunziata (Pietra Ligure)
L'oratorio della Santissima Annunziata è un luogo di culto cattolico situato nel comune di Pietra Ligure, in piazza San Pio V, in provincia di Savona.

## Storia
Come risulta da atto del 6 giugno 1481, la Compagnia dei battuti o disciplinanti installatisi a Pietra Ligure, fuori le mura, già sul finire del XIII secolo, donava l'antico oratorio Domus discipline seu batutorum ai RR.PP. frati domenicani. Qui nei mesi successivi i domenicani iniziarono la costruzione del convento, del chiostro e della prima chiesa dedicata alla Santissima Annunziata che venne consacrata nel 1519.
L'antico convento, nel quale dimoravano quattro monaci, venne innalzato sopra l'oratorio dei disciplinanti che ne divenne, ed è tuttora, la sacrestia. Tra questi monaci, durante la quaresima del 1550 dimorò padre Michele Ghisleri da Bosco Marengo che nel 1566 venne elevato al soglio pontificio prendendo il nome di Pio V, santificato nel 1713.
Questa chiesa, a seguito di un crollo, venne ingrandita tra il 1664 ed il 1683 nelle attuali forme. I frati domenicani che abitavano il primitivo convento posto vicino al campanile, verso i primi del XVIII secolo, si trasferirono nel nuovo convento sito nell'attuale via Garibaldi.
La chiesa rimase aperta fino al 1798, quando le leggi della Repubblica Ligure ordinarono la soppressione dei conventi e il conseguente allontanamento dei religiosi.
Nel 1809, dopo essere stata trasformata in deposito di materiali edili, venne concessa come oratorio alla Confraternita della morte e orazione che vi trasferì i suoi arredi e il culto di sant'Anna e santa Lucia donando all'antica parrocchiale la tela di San Domenico. La confraternita era stata fondata alla Pietra nel 1633 e nello stesso anno aggregata all'Arciconfraternita di Santa Maria dell'orazione e morte di Roma acquistandone i privilegi, tra cui quello della cappa nera. Per questo motivo la confraternita è conosciuta anche come "Compagnia dei Neri". Tra gli scopi principali il seppellimento dei poveri e dei naufraghi e l'assistenza ai condannati a morte (l'ultima esecuzione fu di Antonio de Rubeis di Pornassio, decapitato nel giugno del 1709 negli oliveti in regione Chiappe). La confraternita partecipa alla processione serale del Venerdì santo e presiede l'ottavario dei defunti dal 3 al 10 novembre.

## Descrizione
La chiesa dell'Annunziata - ad unica navata - conserva nell'abside una grande icona dell'Annunciazione, opera di Benedetto Brandimarte di Lucca del 1593. Oltre all'altare maggiore in marmo del 1890, dispone di quattro altari laterali, tra questi il più rimarchevole è quello seicentesco della Madonna del Rosario, della omonima Compagnia, tutto intarsiato di marmi a svariati colori; di fronte a questo l'altare dei santi Anna, Libera e Liborio la cui tela nel XVIII secolo venne donata dalla nobile famiglia Basadonne e qui traslata nel 1809 dall'oratorio di Santa Lucia; a seguire l'altare di Santa Lucia la cui icona è attribuita al pittore genovese Orazio De Ferrari e di fronte l'altare di san Pio V costruito nel 1723. Altri due altari laterali dedicati a san Vincenzo e alla Virgo Potens vennero demoliti e le icone traslate nella basilica di San Nicolò.
Sul finire del XIX secolo la chiesa venne completamente restaurata, sia internamente che esternamente, dalla nobildonna pietrese Carlotta Bosio Regina; dotata di orchestra e organo a canne del celebre organaro William George Trice di Genova.
Nel 1979 è stata concessa come oratorio alla Confraternita di Santa Caterina d'Alessandria detta "dei Rossi", che vi conserva la statua della titolare, opera del 1858 dovuta allo scalpello del genovese Paolo Garaventa e i grandi cristi processionali. Tra questi il maggiore, la cui immagine è la copia di una statua scolpita da Anton Maria Maragliano, è conosciuto comunemente come u pria ed è uno dei più grandiosi di tutta la Liguria e raggiunge il peso di 144 kg; a seguire un Cristo moro, del peso di 117 kg, quindi due "Cristi" relativamente moderni, il più grande del peso di 87 kg e un altro Cristo moro del peso di 62 kg le cui immagini in legno sono opera dello scultore ecuadoriano Luis Yepez di Genova e sono state scolpite per sostituire due immagini antiche.
In questo oratorio si solennizzano la festività del santo Rosario la prima domenica di ottobre, la festa di santa Caterina V.M. l'ultima domenica di novembre, l'ottavario dei defunti con il canto dell'officio in latino secondo le antiche melodie, che inizia il 3 novembre e termina con la Messa il 10 novembre. Nel pomeriggio del giovedì Santo viene allestito il tradizionale altare della reposizione u sepǜrtu, nel periodo natalizio nella navata è occupata da un grande presepe meccanico.
In apposita nicchia si venera il pregevole gruppo statuario processionale della Madonna del Rosario, attribuito al Maragliano, (portato in processione ad ottobre) che, dopo un generale restauro nel 2010, è stato esposto a Corte in Corsica nel corso della "Mostra sulle Confraternite del mediterraneo".
Il gotico campanile tardo quattrocentesco è l'unica parte superstite dell'antica chiesa e ospita una campana del 1529.
In occasione della solennità del santo Rosario, la prima settimana di ottobre, nel corso della festa pomeridiana si possono degustare le tradizionali frittelle di baccalà e di mele. Nel corso della celebrazione di santa Caterina d'Alessandria (ultima settimana di novembre) al termine della processione vengono distribuite le "gallette di santa Caterina", dei biscotti dolci che i marinai pietresi solevano portare sui bastimenti nel corso dei lunghi viaggi.